# Blót
Pour les articles homonymes, voir Blot.
 (septembre 2020).
Si vous disposez d'ouvrages ou d'articles de référence ou si vous connaissez des sites web de qualité traitant du thème abordé ici, merci de compléter l'article en donnant les références utiles à sa vérifiabilité et en les liant à la section « Notes et références ».

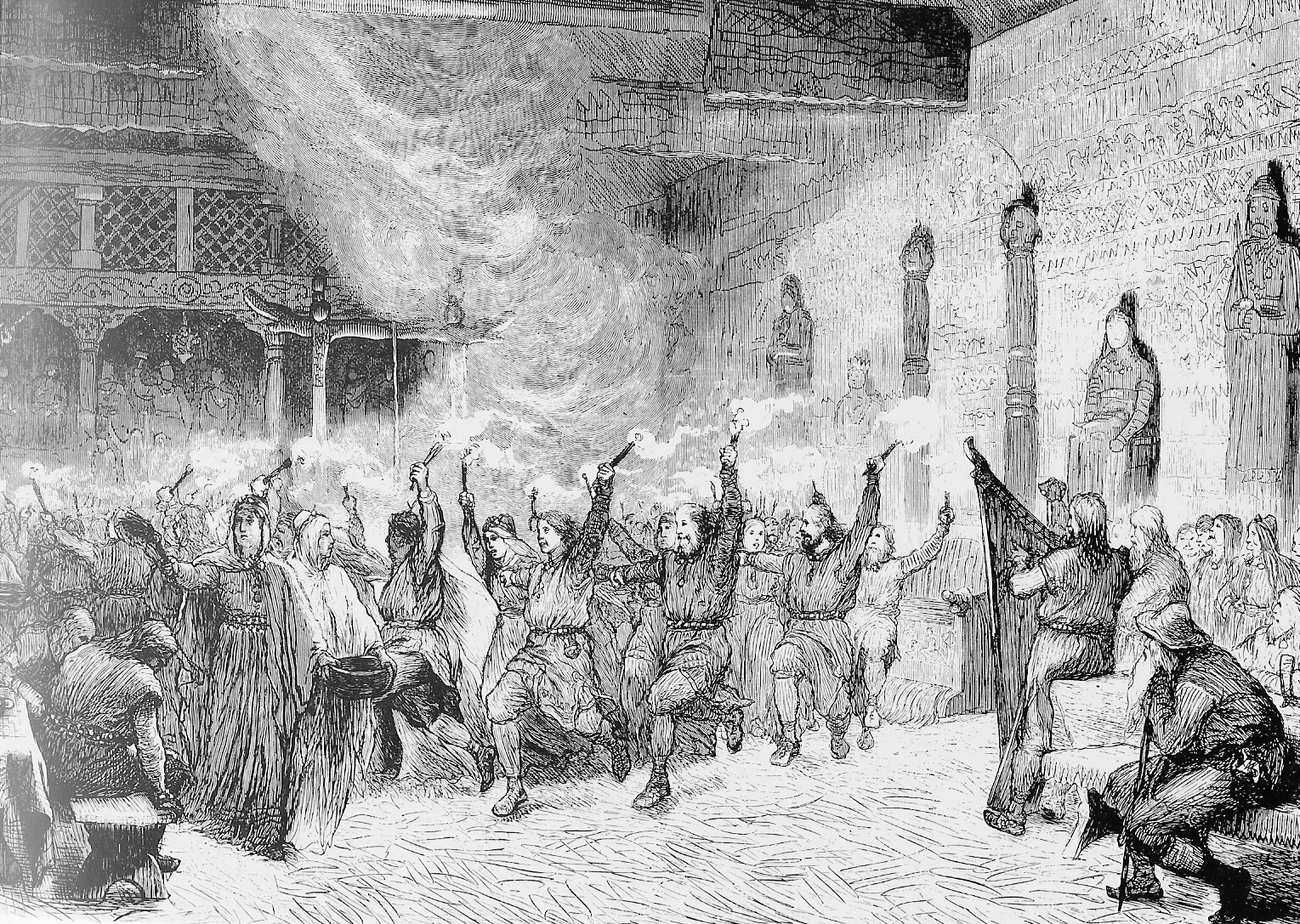
Blót ou dísablót en l'honneur d'une Valkyrie.

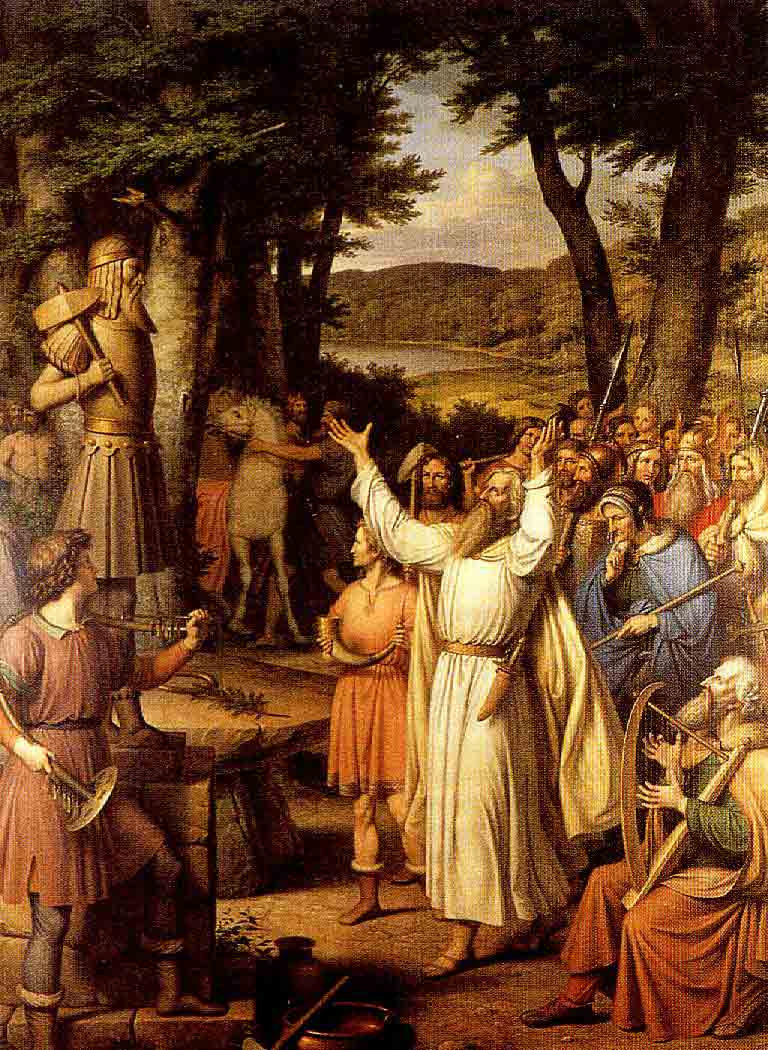
Blót en l'honneur de Thor.

Le sacrifice de Domalde lors d'un blót.

Le blót est le sacrifice dans le paganisme nordique pour les dieux de la mythologie nordique et les elfes. Le blót se déroule au cours d'une cérémonie festive mêlant repas gastronomique et rites religieux. Cette pratique du blót se retrouve dans la culture religieuse des peuples germaniques, dans le paganisme anglo-saxon et chez les Celtes.
Le dísablót concerne une cérémonie en faveur des femmes déesses et héroïnes telles que les Valkyries.

## Histoire
La pratique de sacrifice dans la religion nordique et le paganisme germanique est attestée par de nombreuses fouilles archéologiques dans lesquels des bateaux, des armes, des bijoux et d'autres objets sont sacrifiés dans la mer ou dans les marais comme à Nydam Mose. Ces pratiques ont lieu depuis la fin de l'âge du bronze et se poursuit durant l'âge des Vikings par des sacrifices de bétail.
Le premier rite qui porte le nom de blót pourrait dater du VIIe siècle d'après les indications de la pierre runique de Stentoften (en) qui évoque assurer une année prospère en sacrifiant neuf boucs et neuf étalons. L'archéologie confirme l'existence de telles pratiques grâce aux nombreux ossements retrouvés sur les sites de cultes. Cependant les premiers sacrifices d'animaux identifiés par l'archéologie se situent à Lejre et remontent aux VIe et VIIe siècles

## Rituel

### Sacrifice d'animaux
Le verbe blóta signifie culte avec sacrifice animal (souvent un cochon ou un cheval). La viande est ensuite bouillie dans des chaudrons et le sang a des pouvoirs que l'on dépose sur les statues des dieux. Les participants boivent bière et hydromel. 

### Sacrifice de boissons
Parmi les plus anciens sacrifices, il y en a un qui consiste à déposer des offrandes votives dans des endroits sacrés comme les marais, les sources, les cascades, les roches et les arbres. La nature du don est en rapport avec ce qui est attendu en retour de la divinité, souvent par libations de boissons alcoolisées.
Le mot blót signifie en français « sacrifice, offrande, culte ». Blót vient du norrois, ou en vieil anglais blótan. Il a donné dans la langue germanique ou gothique le mot blótan, blóta en vieux norvégien et en haut-allemand bluozan « offrande ». 
Les mots anglais seraient apparentés au mot blót : blow « souffler », bloom « floraison », blossom « fleur » ainsi que blood « sang ». Mais le mot le plus proche en anglais serait bless « bénédiction ». Le mot blót aurait pour origine commune dans toutes les langues européennes l'indo-européen bhlãd.

### Sacrifice  humain
Dans la mythologie nordique, le roi Domalde de la dynastie des Ynglingar se sacrifia volontairement aux dieux pour son peuple, après plusieurs cérémonies infructueuses.
Les fouilles archéologiques qui ont retrouvé des ossements humains ont attribué la plupart de ceux-ci à des sépultures perturbées et non à des sacrifices humains. Les ossements identifiés à Tissø et Lunda tendent corroborer les descriptions de ces pratiques offertes par Dithmar et Adam de Brême tout en soulignant leur caractère exceptionnel.

### Contreparties
Dans la culture scandinave, les relations entre les hommes et les dieux sont réciproques et ces sacrifices ont pour vocation d'obtenir des contreparties. Ces rituels ont lieu lors d'occasions spécifiques : solstices, équinoxes, nouvelle saison ou crise. Les divinités sont sollicitées en fonction de leur champs de compétences.

## Sources

### Dans les sagas
Dans le Hákonarmál et le Heimskringla, des descriptions présentent une cérémonie de blót. Ils y présentent le jarl Sigurd Håkonsson qui effectue plusieurs sacrifices. La population se rassemble à ces occasion et reçoit une part de viande cuite issue des animaux sacrifiés. À l'issue de ce repas, ils lèvent leur coupe en l'honneur des dieux Odin ou Njörd et des ancêtres.
Sigurd Hring se rendit à Skiringssal pour participer au grand sacrifice du Blót. Là, il a remarqué une très belle jeune fille nommée Alfsol, la fille du roi d'Alf Vendel (Vendsyssel). Ses deux frères refusèrent que Sigurd épouse leur sœur. Sigurd a combattu les frères et les a tués, mais leur sœur avait été empoisonnée par ses frères afin que Sigurd ne puisse jamais l'avoir. Lorsque son corps fut porté à Sigurd, il est allé à bord d'un grand navire où il a placé Alfsol et ses frères. Puis, il a dirigé le navire à pleines voiles sur la mer et mis le feu au navire.

### Auteurs contemporains
Ibrahim ibn Ya'qub décrit au Xe siècle une festivité à laquelle il assiste dans les années 960 à Schleswig et dans laquelle « les habitants se réunissent en une fête où ils mangent et boivent. Tous ceux qui ont l'intention d'égorger un animal en sacrifice dressent à la porte de leur maison un pieu de bois où ils placent leur offrande. »